# 신도성
신도성(愼道晟, 1918년 3월 7일~ 1999년 9월 6일)은 대한민국의 정치학자 출신 정치인이다.
경성부 출생이다. 본관은 거창(居昌)이며 호(號)는 귀암(龜庵)이다. 제3대 국회의원과 경상남도지사, 제4공화국의 국토통일원 장관 등을 역임했다. 경남지사 재직 당시 3·15 부정선거와 김주열 사망 사건에 연루되어 4·19 혁명 성공 이후 구속된 바 있다.

## 학력
- 일본 도쿄 제국대학교 정치학과 학사
- 일본 도쿄 제국대학교 대학원 정치학과 정치학 석사

## 약력
- 연희전문학교 조교수
- 서울대학교 문리대 정치과 주임교수
- 동아일보 논설위원
- 국방부 전사편찬위원
- 이화여자대학교 정치외교학과장
- 부통령 비서관
- 경상남도지사
- 국토통일원 장관
- 평화민주당 고문

## 역대 선거 결과
|  | 40.01% |

|  | 9.90% |